# Agrostis difficilis
Agrostis difficilis é uma espécie de gramínea do gênero Agrostis, pertencente à família Poaceae.